# Косміцизм

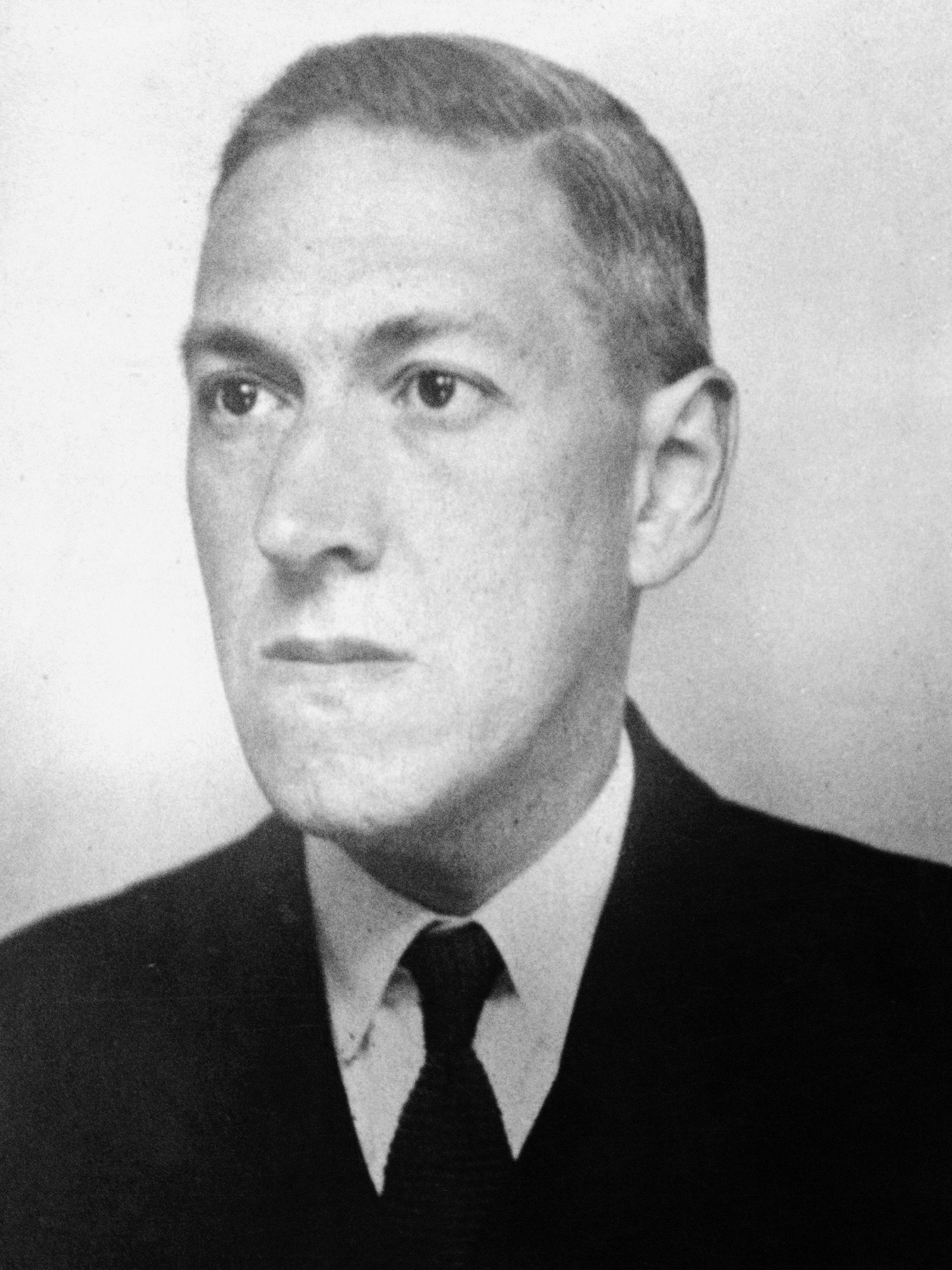
Г. Ф. Лавкрафт, письменник і творець косміцизму.

Косміцизм — це літературна філософія, розроблена та використана американським письменником Г. П. Лавкрафтом у його художній літературі. Лавкрафт був автором філософськи насичених історій жахів, які включають окультні явища, такі як астральна одержимість та метисація чужинців, і теми його художньої літератури з часом сприяли розвитку цієї філософії.
Філософія косміцизму стверджує, що «у всесвіті немає помітної божественної присутності, як-от бога, і що люди є особливо незначними у ширшій схемі міжгалактичного існування». Найпомітнішою темою є страх людства перед своєю нікчемністю перед обличчям незбагненно великого всесвіту: страх перед космічною порожнечею.

## Аналіз
Косміцизм і людиноцентричні погляди на Всесвіт несумісні. Косміцизм має багато спільних рис з нігілізмом, хоча одна важлива відмінність полягає в тому, що косміцизм схильний підкреслювати нікчемність людства та його вчинків, а не відкидати можливе існування якоїсь вищої цілі (чи цілей); наприклад, в оповіданнях Лавкрафта про Ктулху. Головних героїв жахає не відсутність сенсу, а відкриття, що вони не мають абсолютно ніякої сили щось змінити у величезному, байдужому всесвіті, який їх оточує. В оповіданнях Лавкрафта будь-який сенс чи мета, які б вкладалися в дії космічних істот, абсолютно недоступні людським персонажам.
Косміцизм Лавкрафта був результатом його відчуття екзистенційної безпорадності людства перед обличчям того, що він називав «нескінченними просторами», відкритими науковою думкою, і його віри в те, що людство в основному залежить від неосяжності та порожнечі космосу. У його художніх творах ці ідеї часто досліджуються з гумором (« Герберт Вест–Реаніматор », 1922), через фантастичні розповіді, схожі на сновидіння ( The Dream-Quest of Unknown Kadath, 1927), або через його добре відомі міфи Ктулху (« Поклик Ктулху », 1928 та інші). Поширеними темами, пов’язаними з косміцизмом у художній літературі Лавкрафта, є нікчемність людства у Всесвіті  та пошук знань, що закінчується катастрофою.
Лавкрафтівські персонажі стають божевільними від порушення впізнаваної геометрії. Твори Лавкрафта також мали тенденцію вселяти в читача страх перед іншим, як, наприклад, у « Жахітті Данвіча » та « Дагоні », часто зображуючи те, що невідомо, як жахливу загрозу для решти людства.

## Космічний індиферентизм
Хоча косміцизм виглядає глибоко песимістичним, Лавкрафт вважав себе не песимістом і не оптимістом, а скоріше «науковим» або «космічним» індифферентистом , тема чого виражена в його художній літературі. У роботах Лавкрафта люди часто підкоряються могутнім істотам та іншим космічним силам, але ці сили не стільки зловмисні, скільки байдужі до людства. Ця байдужість є важливою темою косміцизму. Відомий дослідник Лавкрафта С.Т. Джоші стверджує, що «Лавкрафт постійно брав участь у (більш-менш) щирих дискусіях про релігію з кількома колегами, особливо з благочестивим письменником і вчителем Морісом В. Мо. Лавкрафт був сильним і антирелігійним атеїстом; він вважав релігію не просто фальшивою, але й небезпечною для соціального та політичного прогресу» . Таким чином, косміцизм Лавкрафта зовсім не релігійний, а радше є версією його механістичного матеріалізму. Таким чином, Лавкрафт прийняв філософію космічного індиферентизму. Він вірив у безглуздий, механічний і байдужий всесвіт, який люди з їхніми природно обмеженими здібностями ніколи не зможуть повністю зрозуміти. Його точка зору не допускала релігійних переконань, які не могли бути підтверджені науково. Незбагненні космічні сили його оповідань так само мало поважають людство, як люди — комах.
Хоча особисто Лавкрафт був нерелігійним, він використовував різних богів у своїх історіях, зокрема в оповіданнях, пов’язаних з Ктулху, щоб пояснити косміцизм. Однак Лавкрафт ніколи не вважав їх надприродними, а іншопланетянами, які розуміють і підкоряються набору природних законів, які для людського розуміння здаються магічними. Ці істоти ( Давні Боги, Зовнішні Боги та інші) — хоча й небезпечні для людства — не зображуються ні як добрі, ні як злі, і людські уявлення про мораль не мають значення для цих істот. Дійсно, вони існують у космічних сферах за межами людського розуміння. Символічно, це є вираженням всесвіту, в який вірив Лавкрафт. Хоча деякі з цих істот мають — а в деяких випадках створюють — культи на їхню честь, для переважної більшості цих істот людський рід настільки незначний, що їм не приділяють жодної уваги.

## Дивись також
- Абсурдизм
- Апатія
- Детермінізм
- Екзистенційний нігілізм
- Екзистенціалізм
- Фаталізм
- Лавкрафтівський хоррор
- Мізантропія

### Цитати
1. ↑  Joshi, The Annotated H. P. Lovecraft, p. 12.
2. 1 2  Seven surprising ways H.P. Lovecraft influenced our pop culture (5. Bleak Philosophy). BBC. Архів оригіналу за 20 травня 2019. Процитовано 2 червня 2019. Lovecraft dubbed his view of the world ‘cosmicism’, in which all the achievements and inherently noble qualities of humans and humanism pale in comparison to the vast indifference of the rest of the universe.
3. ↑  Davis, Sarah S. (19 лютого 2019). Your Introduction to the Cosmic Horror Genre. BOOKRIOT. RIOT NEW MEDIA GROUP. Архів оригіналу за 2 червня 2019. Процитовано 2 червня 2019. Lovecraft’s fiction established the Cosmicism literary philosophical movement, of which cosmic horror is one example.
4. ↑  Nguyen, Trung (20 грудня 2016). History of Humans. Is There a God?. Т. 3. EnCognitive. ISBN 9781927091265. Архів оригіналу за 26 травня 2021. Процитовано 16 жовтня 2020. Cosmicism [is] [t]he literary philosophy…stating that there is no recognizable divine presence, such as God, in the universe, and that humans are particularly insignificant in the larger scheme of intergalactic existence.
5. ↑  Peak, David (2014). The Spectacle of the Void. U.S.A.: Schism Press. с. 15. ISBN 978-1503007161. This [Lovecraftian] paralysis is caused by the realization that the underlying problem…[is] that incalculably large void which envelopes us all.
6. ↑  Philosophical Team (15 березня 2019). HP Lovecraft: The Cthulhu myth, upside down Kant's horror [H.P. 洛夫克拉夫特：克蘇魯神話，顛倒康德的恐怖]. Hong Kong News (zh-hant) . Hong Kong 01 Ltd. Архів оригіналу за 17 травня 2019. Процитовано 2 червня 2019. ‘Cosmicism’ [is such that] [t]he universe transcends human imagination and is unimaginably huge. When human beings…face this near-infinite macro…[they] will feel extreme fear, and they are on the verge of madness because of their smallness and absolute powerlessness. The fear of the ‘wake' people facing the great existence constitutes the core idea of Lovecraft's horror literature.
7. ↑  Baldwin, Matthew (15 березня 2012). H.P. Lovecraft, Author, Is Dead. tmn. The Morning News LLC. Архів оригіналу за 21 жовтня 2019. Процитовано 2 червня 2019. The defining feature of Cosmicism is…the utter insignificance of [hu]man[kind].
8. ↑  Peak, David (2014). The Spectacle of the Void. U.S.A.: Schism Press. с. 57, 59. ISBN 978-1503007161. Julia Kristeva defines the void as ‘the unthinkable of metaphysics’…[T]he void…is that which lies beyond comprehension…[an inability] to correlate what we see with [what we] previously understood…This is the horror of the void: humans coming face to face with displacement, alienation, and the meaninglessness of life in the universe
9. ↑  Wiley, C.R. (24 серпня 2017). Lovecraft's Cosmicism: What it Is, How It Works, and Why It Fails. patheos. Архів оригіналу за 26 грудня 2019. Процитовано 2 червня 2019. Cosmicism is based on the idea that humanism is an illusion.
10. ↑  Philosophical Team (15 березня 2019). HP Lovecraft: The Cthulhu myth, upside down Kant's horror [H.P. 洛夫克拉夫特：克蘇魯神話，顛倒康德的恐怖]. Hong Kong News (zh-hant) . Hong Kong 01 Ltd. Архів оригіналу за 17 травня 2019. Процитовано 2 червня 2019. For Kant, the island on which human beings are located is the only place of truth (meaning true knowledge)…But for Lovecraft, the island is called 'ignorance'...[the Lovecraftian gods'] actions, thoughts, and moral values are completely incomprehensible to human beings, and the gods are indifferent to human life and values.
11. ↑  Fritz Leiber "A Literary Copernicus," Discovering H. P. Lovecraft, ed. Darrell Schweitzer (1987).
12. ↑  Price, "Lovecraft's 'Artificial Mythology'", An Epicure in the Terrible, p. 247.
13. ↑  
Price, "Introduction", The New Lovecraft Circle, pp. xviii–xix. Price writes: "One seeks forbidden knowledge, whether wittingly or, more likely, unwittingly, but one may not know till it is too late... The knowledge, once gained, is too great for the mind of man. It is Promethean, Faustian knowledge. Knowledge that destroys in the moment of enlightenment, a Gnosis of damnation, not of salvation."
14. ↑  Peak, David (2014). The Spectacle of the Void. U.S.A.: Schism Press. с. 27, 28. ISBN 978-1503007161. [O]f [Lovecraft’s] extra-dimensionality…[i]t is the horror of unknown interiors, the failure of our geometry.
15. ↑  William F. Touponce (2013). Lord Dunsany, H.P. Lovecraft, and Ray Bradbury: Spectral Journeys. Scarecrow Press. с. 62. ISBN 978-0-8108-9220-0.
16. ↑  Price, "Lovecraft's 'Artificial Mythology'", p. 249.
17. ↑  S.T. Joshi Interview – Acid Logic e-zine. www.acidlogic.com. Архів оригіналу за 19 червня 2019. Процитовано 26 травня 2006.
18. ↑  Mariconda, "Lovecraft's Concept of 'Background'", pp. 22–3, On the Emergence of "Cthulhu" & Other Observations.
19. ↑  Burleson, "The Lovecraft Mythos", Survey of Science Fiction Literature, p. 1284.